# Réserve de Taxkorgan
La réserve de Taxkorgan est une réserve naturelle chinoise, qui se trouve dans les massifs de Pamir et Karakoram dans le Xinjiang. D'une superficie de 14 000 km2, la réserve a été créée en 1984 essentiellement pour protéger le Mouflon de Marco Polo.

## Écologie
La réserve est située à l'ouest de la Chine, à la frontière entre l'Afghanistan, le Tadjikistan et le Pakistan. La moitié de la superficie est située à plus de 4 500 m d'altitude, en recouvrant le côté nord du Karakoram, l'Ouest du Kunlun et les premières ramifications du masse du Pamir. Au Sud, le parc longe le parc national de Khunjerab au Pakistan. Le paysage est constitué de végétation alpine, ouverte. Les arbres ne sont présents qu'en dessous de 3 400 m d'altitude, dans certaines vallées.

## Faune
La réserve accueille trois espèces d'ongulés différentes. Le plus important est le Mouflon de Marco Polo. Dans les années 1980, environ 150 individus vivaient dans la réserve et s'est accru jusqu'à 1 000 individus en 2008. Les deux autres ongulés sont l'Ibex de Sibérie et le Grand bharal. Le Kiang était également présent à l'origine. Les grands prédateurs sont la Panthère des neiges, le Loup et l'Ours brun. Environ 7 750 personnes et 70 000 animaux domestiques vivent dans la réserve. Le bétail a un important impact sur la végétation

### Source
- (en) Cet article est partiellement ou en totalité issu de l’article de Wikipédia en anglais intitulé « Taxkorgan Reserve » (voir la liste des auteurs).